# 純懿皇貴妃
純懿皇貴妃（じゅんいこうきひ、康熙28年11月3日（1689年12月14日） - 	乾隆49年12月17日(1785年1月27日)）は、清の雍正帝の側室。鑲白旗包衣の出身。姓は耿氏。父は管領の耿徳金。

## 生涯
康熙42年（1703年）、14歳の時にドロ・ベイレ（多羅貝勒）のドゥイチ・アゲ（皇四子）胤禛（後の雍正帝）の邸宅に輿入れし、格格（ゲゲ、下位の側室）となった。康熙51年（1712年）には四男の弘昼（後の和恭親王）を雍親王府で出産した。
雍親王が即位（雍正帝）すると、雍正元年（1723年）に裕嬪に封じられ、雍正8年（1730年）にはさらに裕妃に封じられた。雍正11年（1733年）に息子の弘昼が雍正帝より和親王に封された。
雍正帝が崩御し、乾隆帝が即位すると、皇考裕貴太妃（裕貴妃）に冊封された。
乾隆43年 (1778年)、乾隆帝は裕貴太妃の90年近くに及ぶ長寿を祝い、皇考裕皇貴太妃（裕皇貴妃）に冊封した。
乾隆四十九年（1785年）、裕皇貴妃は96歳で逝去し、純懿皇貴妃の諡号が贈られた。

## 子女
- 和恭親王弘昼

## 登場作品
テレビドラマ
- 瓔珞〜紫禁城に燃ゆる逆襲の王妃〜（2018年、演：バイ・シャン（中国語版））